# Снепород
Снепород или Снопород — древнерусский город на реке Суле, упомянутый в «Списке русских городов дальних и ближних».

## Городище
Городище Снепорода расположено на высоком мысу в 3 км севернее села Мацковцы в Лубенском районе Полтавской области у впадения в Сулу реки Слепород. Округло-яйцевидное городище между правым берегом Снепорода и большой балкой имеет размеры 108 × 85 м (0,8 га), обнесено валом высотой 3 м и хранит следы трёх въездов. К оставшемуся от детинца городищу прилегает селище (бывший посад) площадью 3 га. Культурный слой содержит отложения XI—XIII веков. Раскопки, проведённые здесь, указывают в том числе на наличие среди жителей крепости перешедших к оседлому образу жизни недавних кочевников.

## История
По данным археологии, возведение Снепорода датируется третьей четвертью XI века. Снепород входил в состав Переяславского княжества и был частью Посульской оборонительной линии против набегов степных кочевников. Соседствовал с крепостями Лукомль и Лубен. Языческий комплекс был уничтожен только в конце XII века, а на рубеже XII—XIII веков на его месте была построена бревенчатая церковь. Гибель Снепорода, по-видимому, связана с монгольским нашествием на Русь. Оставшиеся в живых жители Снепорода поселились на горе Прися на территории нынешнего села Александровка.